# Lac Giba
Le lac Giba est un lac de barrage en construction à l’ouest de Mekele au  Tigré en Éthiopie. Le barrage qui créera le réservoir est en construction en 2019. Il collectera les eaux des bassins des rivières Suluh (969 km2), Genfel (733 km2) et Agula’i (692 km2).

## Caractéristiques du barrage
Le réservoir est établi en vue d’approvisionner la ville de Mekele en eau courante et pour réguler les débits de la rivière Giba.
- Hauteur : 80 mètres
- Longueur de la crête : 1 000 mètres

## Capacité
- Capacité d’origine[1] : 350 millions de m3
- Superficie : 9 km2

On estime qu’annuellement 3,8 millions de tonnes de sédiments seront déposées dans le réservoir par les trois rivières principales
- Suluh : 862 410 t
- Genfel : 364 301 t
- Agula’i : 2 618 528 t

## Terrains submergés
Le lac occupera la large plaine alluviale à la confluence des trois rivières, un terrain actuellement couvert de champs et de broussailles. Il s’étendra dans les gorges des rivières Genfel et Suluh, en un endroit nommé Shugu’a Shugu’i. Il n’y a pas d’habitants permanents dans les terres qui seront submergées. Les villages en zone semi-aride de Ch’in Feres (en Inderta), Addi Atereman et Worgesha (en Dogu’a Tembien) deviendront des villages de bord de lac et l’église de Genfel, dans la gorge homonyme, sera au bord du Lac Giba.

## Percolation
La lithologie à l’emplacement du barrage est le calcaire d’Antalo. Une partie des eaux sera probablement perdue par percolation ; comme effet secondaire positif, cela contribuera à la recharge des aquifères.